# Ansil Elcock
Ansil Elcock (* 17. März 1969) ist ein Fußballspieler aus Trinidad und Tobago. Zwischen 1997 und 2001 spielte er für das MLS-Team Columbus Crew. Gegenwärtig spielt er wieder als Verteidiger in seinem Heimatland für Tobago United. Zwischen 1994 und 2004 absolvierte er 69 Länderspiele für die Nationalmannschaft Trinidad und Tobagos.
Elcock ist der ältere Cousin von Stern John.

## Clubs
- St. Augustine FC
- Malta Carib Alcons
- Columbus Crew
- San Juan Jabloteh
- North East Stars FC
- Tobago United